# برايان واتس
برايان واتس (بالإنجليزية: Brian Watts)‏ هو لاعب غولف أمريكي، ولد في 18 مارس 1966 في مونتريال في كندا.

## وصلات خارجية
- برايان واتس على موقع رابطة لاعبي الغولف المحترفين (الإنجليزية)
- برايان واتس على موقع رابطة اليابان للاعبي الغولف المحترفين (الإنجليزية)
- برايان واتس على موقع التصنيف العالمي الرسمي للغولف (الإنجليزية)